# Heró d'Alexandria
Heró d'Alexandria (Heron, Ἥρων ὁ Ἀλεξανδρεύς") va ser un enginyer, inventor i matemàtic de procedència grega, considerat un personatge clau per la ciència antiga durant el període Hel·lenístic clàssic.
Després de la decadència de l'imperi creat per Alexandre el Gran i     alhora de la ciència grega, encara varen existir algunes espurnes de genialitat. Una característica fonamental de la seva obra és la claredat en l'exposició, cosa no sempre comuna en els autors de l'època.

## Vida
Se sap molt poca cosa de la seva vida i de la seva família. Es va creure que havia viscut en els segles II o III dC, però un treball d'Otto Neugebauer va establir que un dels seus llibres (Διοπτρα, Diòptrica) va ser escrit l'any 62 dC, ja que parla d'un eclipsi que va tenir lloc en aquella data. De totes maneres aquesta interpretació continua sent qüestionada.
Quan era nen, va passar la major part del seu temps a la Universitat d'Alexandria, una institució que albergava la famosa Biblioteca d'Alexandria. Com que molts dels seus escrits apareixen en forma d'apunts didàctics, se suposa que devia ser professor en el Museion d'Alexandria. Alguns dels seus dispositius representen la primera investigació formal sobre cibernètica. La cibernètica, originalment escrita “cibernètica” (del grec: κυβερνητικος), no va ser reconeguda com a camp d'estudi fins al segle xx.

## Invencions
Un d'aquests genis va ser Heró, que va desplegar una actitud gairebé moderna per a la mecànica, ja que descobrí de forma arcaica la llei d'acció i reacció, per mitjà d'experiments amb vapor d'aigua amb un globus giratori. Va descriure moltes màquines senzilles i va generalitzar el principi de l'alçaprem d’Arquimedes. En matemàtiques, va passar a la història sobretot per la fórmula que porta el seu nom i que permet de calcular l'àrea d'un triangle a partir de la llargada dels tres costats. Apareix per primera vegada en la seva obra La mètrica. En aquesta obra, també s'hi troben exemples numèrics de mesura de longituds, àrees i volums, així com alguna demostració.
L'experiment pneumàtic anomenat font d'Heró era un raig d'aigua mantingut per aire condensat. Aquest experiment li va proporcionar una popularitat i celebritat que es van incrementar amb la invenció d'un motor de vapor que actuava per mitjà d'una caldera amb uns forats i que era capaç de girar entorn d'un eix; el vapor produïa una pressió sobre les peces a l'altre costat que es movien en direcció oposada. Va perfeccionar aquest enginy fins que va arribar a tenir una potència de sis cavalls.
Heró d’Alexandria va ser l’inventor també de la màquina “eolípila”, un clar precedent de la màquina de vapor que no va ser desenvolupada fins als segles XVII i XVIII. L'eolípila és considerada la primera màquina tèrmica de la història, tot i que quan Heró la va crear va ser considerada com una joguina. El seu funcionament ve determinat pel principi de la llei d’acció i reacció, és a dir, que amb qualsevol acció sempre esdevé una reacció igual i contrària: en definitiva, les accions mútues entre dos cossos sempre són iguals i dirigides en sentit oposat.
A Heró se li atribueix la invenció del primer instrument musical eòlic, una forma d’orgue que utilitzava la força del vent per generar sons. A més, va ser l’inventor de la màquina expenedora més antiga que permetia dispensar aigua beneïda. Aquesta funcionava mitjançant una moneda i una petita ranura per introduir-les. L’aigua beneïda fluïa d'una espiga fins que la moneda queia a una paella al fons. El pes de la moneda provocava que s'inclinés sobre una palanca adjunta que feia inclinar la paella i deixava continuar corrent l’aigua beneïda.
Heró també va inventar molts mecanismes per al teatre grec. Va inventar un teatre automàtic conegut de "el teatre automàtic de Garza d'Alexendria”. Aquest teatre era com el cinema dels grecs. El teatre mostrava una obra totalment mecànica de gairebé deu minuts de durada que era possible gràcies a un conjunt de 32 mecanismes, entre ells, un sistema binari de cordes, nusos i màquines senzilles accionades per una roda dentada cilíndrica giratòria. En el teatre d'Heró s'hi reproduïen dues obres: una sobre la Guerra de Troia i una altra sobre el mite de Naupli. Cal afegir que el so del tro era produït per la caiguda mecànica de boles de metall sobre un tambor amagat.
Com a matemàtic, Heró va idear una tècnica per calcular arrels quadrades mitjançant iteracions. En geometria va desenvolupar un mètode conegut com la fórmula d'Heró que permetia calcular l’àrea del triangle a partir de les longituds dels costats:
{\displaystyle A={\sqrt {s(s-a)(s-b)(s-c)}}}, essent {\displaystyle s={\frac {a+b+c}{2}}} i {\displaystyle a,b,c} els tres costats del triangle.

### Obres
En l'actualitat en conservem múltiples obres formulades per Heró, el qual va combinar publicacions en diferents idiomes; en tenim constància de l'ús del grec antic, àrab i llatí:
- Πνευματικά o Spiritalia, la Pneumàtica, la seva obra principal, un tractat sobre l'ús de l'aire, l'aigua i el vapor en (grec antic)[12]

- Χειροβαλλίστρας κατασκευὴ καὶ συμμετρία, sobre les catapultes, en (grec antic)
- Κατοπτρικα, sobre la propagació i reflexió de la llum, en (grec antic)
- Διοπτρα, en què descriu un aparell semblant al teodolit per a mesurar distàncies, en (grec antic i àrab)
- Βαρούλκος Barulcus sive de Oneribus trahendis Libri tres sobre les formes d'aixecar pesos pesants (llatí)
- Mecànica sobre la construcció de mecanismes i màquines senzilles, ha sobreviscut (àrab)
- Βελοτοιϊκά, Βελοποιηκά, sobre la construcció d'armes de guerra (grec antic)
- Περὶ αὐτοματοποιητικῶν, sobre la construcció d'autòmats (grec antic)[13]

Altres obres s'han perdut totalment: 
- Τὰ περὶ ὑδροσκοπειῶν
- Μηχανικαὶ ἰσογωγαί
- Περὶ μετρικῶν
- Περὶ τροχιωδιῶν
- Περὶ ζυγίων (possible)

## Galeria
- Grua de tres peus
- Dioptra
- Aparell bèl·lic
- Autòmata de venda automàtica
- Gran ballesta
- Aparell hidràulic
- Orgue amb roda de vent
- Sifó
- Eolípila
- Portes automàtiques
- Font d'Heró

.